# میکی جاکتیانی
میکی جاکتیانی (انگلیسی: Micky Jagtiani; ۱۵ اوت ۱۹۵۲ – ۲۶ مهٔ ۲۰۲۳) کارآفرین و سرمایه‌دار اهل هند بود، که به عنوان رئیس هیئت مدیره گروه لندمارک فعالیت می‌کرد.